# Macintosh 128K

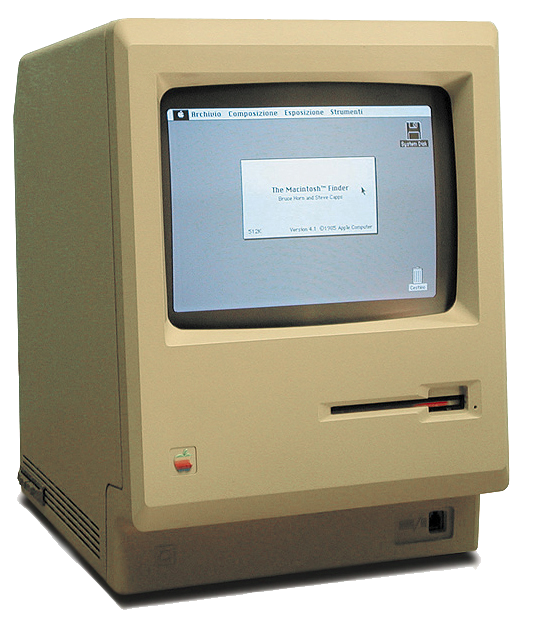
Macintosh 128K

Macintosh 128K a fost primul computer personal avansat, lansat în 1984. Avea o memorie RAM de 128 kO și un microprocesor Motorola de 8 MHz, interfață grafică, tastatură și mouse.